# 洗礼機密

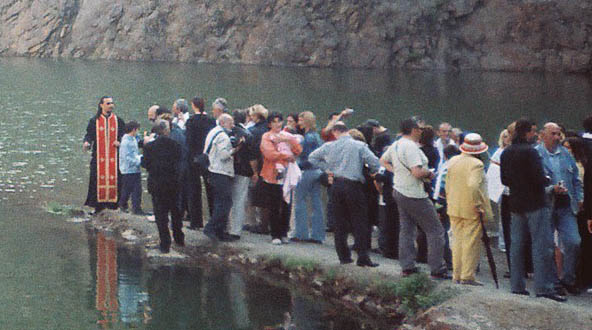
湖で行われた集団洗礼（セルビア正教会）

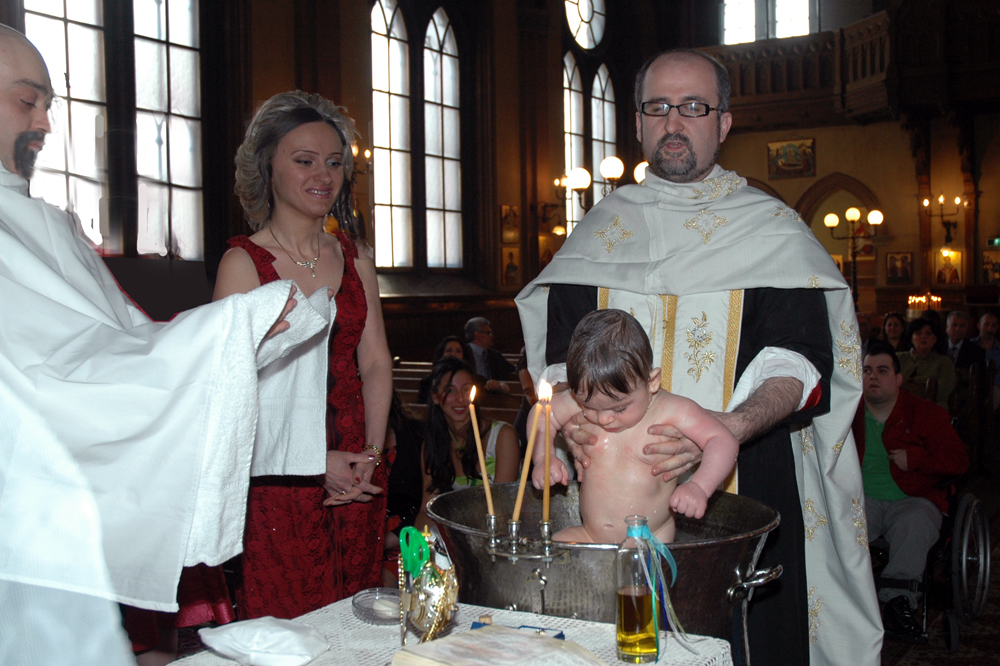
正教会における幼児洗礼

洗礼機密（せんれいきみつ、ギリシア語: Βάπτισμα, ロシア語: Крещение, 英語: Baptism）は正教会の7つの機密のひとつである。洗礼式や聖洗禮儀（せいせんれいぎ）と呼ばれる奉神礼の一部を構成する。
洗礼は、信徒が神の僕である事の印であるとされる。
洗礼機密と傅膏機密を含む式次第は相当に古い起源を有する。4世紀のギリシャ教父であるイェルサリムの聖キリル（エルサレムの聖キュリロス）が著した『啓蒙者の為の機密講話』（Catecheses mystagogicae）の中で語られている事柄の大半が、今もこの洗礼の奉神礼に見出せる。

## 洗礼の前に
教会は信徒でなくても誰でも自由に参祷することができる。
教会が信徒として受け入れる為にはまず啓蒙者（洗礼志願者）として受け入れてハリストスの呼びかけているキリスト教を十全に学ぶことから始まる。この教会が集まって何を信じているのかを教える。

## 洗礼機密の意義
洗礼機密とは、領洗者（りょうせんしゃ、洗礼を受ける者）が、父と子と聖神（聖霊）の名によって3度水中に沈められ、古い人は水中に葬られハリストス（キリスト）とともに死に、全ての罪業が洗い浄められて、新しい生涯に更生し、ハリストスと共に復活する恵みが与えられる機密である。洗礼機密を経て正教徒となる。
至聖三者（父と子と聖神（聖霊））の名によらなければ、正教会で洗礼と認められない。マトフェイ福音（マタイによる福音書）28:19 などを根拠とする。

## 洗礼機密（聖洗礼儀）の構成
現在の日本正教会では、灌水式の洗礼も浸礼式の洗礼も行われている。
洗礼に際して正教徒のうちの男女（出来るだけ夫婦でない方が良いとされる）を、洗礼を受ける人（「受洗者（じゅせんしゃ）」や「領洗者（りょうせんしゃ）」という）の「代父母」（だいふぼ）としてたてる。なお、正教会では幼児洗礼も行われるが、祈祷文・奉神礼の構成に成人の洗礼との違いはない。受洗者が幼児の場合、唱えるべき祈祷文は代父母が代わって唱える。
啓蒙式で始まる。それまで教えられたことの仕上げとして、悪魔祓いを行なう。教会の入り口（西）を向き悪魔との縁を切り、宝座の方（東）へ向きを変え、ハリストスとの配合（結び付き）を表明し、ニケア・コンスタンティノポリ信経を告白する。
この「向きを変える」ことに「悔い改め」の本質を見る。また、「東を向く」ことが英語の Orientation の元となっている。
洗礼機密では「喜びの油」をつける（小さな刷毛で少し付ける場合もあれば、手で軟膏のように沢山塗る場合もあり、各国地域教会の諸伝承による）。そして、「父と子と聖神の名によって」水の中に3度沈み3度起き上がることによって、ハリストスと共に死んで復活する体験をする（浸礼）。但し、多くの正教会で、頭に3度水を注ぐ形も行なわれており、浸礼の形式を採る事の出来る設備を整えている教会は多くない（洗礼の「執行の方式」も参照）。
「（至聖三者）の名によって」洗礼を受けなければ、洗礼とは認められない。死んで復活する体験は、新しい人に生まれかわり死もハリストスの再臨までの眠りにすぎないハリスティアニンにとっては再び死ぬ体験はありえないのだから、一生に2度目の洗礼はあり得ない。
洗礼機密を享けたら聖名（せいな)がつけられ、白い洗礼着を着けられる。そして「ハリストスによって洗を受けし者、ハリストスを着たり」と洗礼讃詞が歌われる中、イコンの周りを歩く。
洗礼着を着たままで、引き続き傅膏機密を行なう。